# Jeferson Antonio Alves Dupin
Jeferson Antonio Alves Dupin (født 19. oktober 1972) er en tidligere brasiliansk fodboldspiller.
Han har spillet for flere forskellige klubber i sin karriere, herunder Montedio Yamagata.